# Quincerot (Yonne)
Quincerot é uma comuna francesa na região administrativa de Borgonha-Franco-Condado, no departamento de Yonne. Estende-se por uma área de 9,91 km². Em 2010 a comuna tinha 64 habitantes (densidade: 6,5 hab./km²).